# Pawłów (Zabrze)
Pawłów (niem. Paulsdorf) – dzielnica miasta Zabrze od 1951 roku, dawniej samodzielna gmina Pawłów.

## Historia

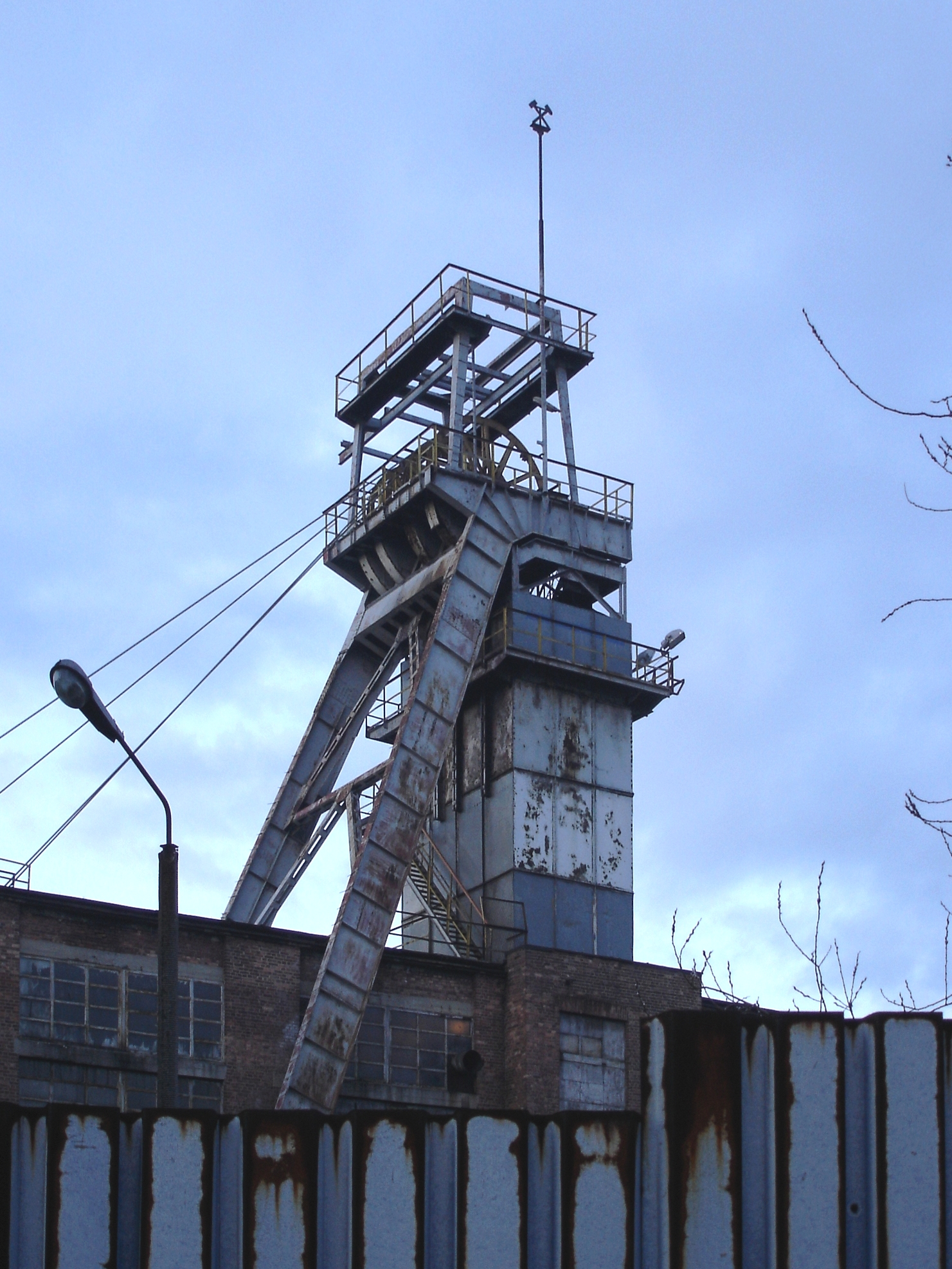
Wieża wyciągowa szybu Pawłów Górny I kopalni węgla kamiennego Ruda ruch Bielszowice w Pawłowie (2017)

W roku 1774 Mathias von Wilczek założył pierwszą kolonię nazwaną na cześć jego syna Pawła (Paulsdorf), z czasem zmieniła nazwę na Pawłów Dolny (Nieder Paulsdorf). W roku 1776 w pobliżu Pawłowa Dolnego powstała kolonia Pawłów Górny (Ober Paulsdorf). Ostatecznie połączone w jedną gminę.
Historia Pawłowa rozpoczyna się w roku 1774, kiedy baron Maciej Wilczek pochodzący z okolic Cieszyna rozpoczyna tworzenie drobnego przemysłu we wsi Zabrze i okolicach. Do rodziny Wilczków należały m.in. Bielszowice, Stolarzowice, Wieszowa i Makoszowy. Ze względu na tworzący się przemysł w sąsiedztwie Zabrza zaczęła powstawać niewielka osada, którą na cześć syna Macieja Wilczka – Pawła nazwano z czasem „Pawłów”. Po raz pierwszy w aktach urzędowych pojawiła się właśnie ta nazwa w roku 1777. W trzy lata później powstało w sąsiedztwie nowe osiedle, które nazwano Pawłowem Górnym, w przeciwieństwie do „starego” Pawłowa – zwanego Pawłowem Dolnym. W 1781 roku osada Pawłów w sumie liczyła 36 zagród i 30 osadników zajmujących się rolnictwem i rzemiosłem. Rozwój osady rozpoczął się od 1790 roku, kiedy koło osady górmistrz pruskiego Urzędu Górniczego Salomon Izaac z Brabantu znalazł pokłady węgla kamiennego o grubości 1 metra. Rok później z powstałej kopalni wydobyto już 120 ton węgla. Władze pruskie kontynuowały tutaj prace poszukiwawcze, które sprawiły, że losy pawłowian będą związane na dobre i złe z pracą w pobliskich kopalniach, powstających fabrykach oraz rolnictwie.
Od roku 1830, tj. od złączenia się obydwu kolonii, urzędowa nazwa gminy brzmi Pawłów. Liczył on wtedy 42 domostwa i 204 mieszkańców. W połowie XIX w. obok Pawłowa powstała osada Diebsdorf – „wieś złodziei”, która to nazwa łączyła się podobno z profesją jej niektórych mieszkańców. Mieszkańcy Pawłowa, wstydząc się takiej opinii zmienili nazwę osady na Libsdorf – „wieś miłości”, która z czasem została wchłonięta w rozszerzający się Pawłów. Jedynymi zakładami w Pawłowie były: kopalnia gliny i cegielnia, założone w 1845 r. (zasypana w latach 1970.) oraz niewielka kopalnia węgla kamiennego, powstała w 1853 r. na terenie Pawłowa Dolnego. Powstające miejsca pracy sprawiły, że w roku 1870 mieszkało na terenie gminy już 935 osób. Gwałtowny rozwój przemysłu w sąsiednich gminach Makoszowach, Zabrzu, Bielszowicach dawał prace mieszkańcom gminy i nowym osadnikom. Pod koniec XIX wieku na stałe mieszkało w Pawłowie 3000 robotników i chłopów. Wraz z rozwojem gminy następowała rozbudowa urbanistyczna. Uregulowano system ulic, założono linię gazową, elektryczną i wodociągi. W 1918 roku powstała w Pawłowie parafia. Wcześniej pawłowianie należeli do parafii Marii Magdaleny w Bielszowicach. Intensywny rozwój Pawłowa nastąpił po odzyskaniu niepodległości.
Rok 1922 – w wyniku powstań śląskich i plebiscytu 1921 r. gmina Pawłów została włączona do Polski. Pobliska rzeka Czarnawka tworzyła naturalną granicę pomiędzy Polską a Republiką Weimarską.
Rok 1924 – rozwój Pawłowa osiąga chyba punkt kulminacyjny; w Pawłowie mieszka 6 057 osób. Na terenie gminy znajdują się: urząd gminy, posterunek policji, urząd celny, restauracje, kino – teatr, dwie szkoły podstawowe.
Rok 1933 – poświęcono nowo wybudowany kościół pod wezwaniem św. Pawła według projektu pana Zygmunta Gawlika. Budowniczym był ks. Edward Mende.
Rok 1936 – oddano do użytku nową szkołę.
W okresie międzywojennym w Pawłowie istniało wiele organizacji kulturalnych m.in. Związek Towarzystw Polek, Polska Organizacja Wojskowa „Strzelec”, Polskie Towarzystwo Gimnastyczne „Sokół”, Chóry kościelny i „Lutnia”, Drużyna Czerwonego Krzyża, Organizacja Młodzieży Powstańczej, Klub Mandolinistów, Klub Sportowy „Piast”, Ochotnicza Straż Pożarna, ZHP i wiele innych. Wszystkie te organizacje gromadziły się przy parafii i zajeździe Skoludek. Ważną datą w powojennej historii Pawłowa był rok 1951, gdy został on administracyjnie włączony do Zabrza jako dzielnica. Okres powojenny to okres „upadku”. Może zbyt ostre słowa, ale to co zostało dotąd zbudowane, w wyniku eksploatacji węgla od 1906 r. coraz częściej zmienia się w ruinę, a mieszkańcy Pawłowa emigrują do nowych osiedli Zabrza lub innych miast w kraju i za granicą. Dzisiaj w Pawłowie mieszka około 2000 osób, rozwija się indywidualne budownictwo mieszkaniowe, powstało nowe osiedle domków jednorodzinnych – Osiedle Ks. J. Brejzy. Pawłów stał się miejscem ucieczki i „sypialnią” dużego miasta.
Pierwszym herbem Pawłowa był obraz Najświętszej Panny Maryi, siedzącej na tronie z Dzieciątkiem w jednej, a berłem w drugiej ręce. Niestety, dokładny wizerunek tego herbu jest znany tylko z opisów. Z drugiej połowy XIX w. pochodzi herb przedstawiający świętego Pawła, stojącego z otwartą księgą w lewej ręce.

### Z historii szkolnictwa w Pawłowie
Najstarsze dzieje szkolnictwa opisał ks. dr Józef Knosała w książce pt. „Bielszowice, Kończyce, Pawłów” wydanej w 1928 r. Późniejszy rozwój szkolnictwa odtworzony został na podstawie kronik szkolnych i wspomnień byłych uczniów. Niestety, kroniki przedwojenne zaginęły w czasie II wojny światowej.
Z pracy ks. J. Knosały dowiadujemy się, że dzieci gminy Pawłów uczęszczały najpierw do szkoły farnej w Bielszowicach. Liczba ich była niewielka; w 1815 r. – 6 dzieci; 1817 – 8 dzieci; 1819 – 6 dzieci. mała ta liczba wyróżniała się jednak regularnym uczęszczaniem do szkoły. Wraz z rozwojem gminy zwiększyła się również liczba dzieci. W 1865 r. otwarto szkołę w Kończycach, do której przeniesiono z Bielszowic 42 dzieci pawłowskich. W roku 1871 zamknięto szkołę w Kończycach. Wtedy powstała tymczasowa szkoła w Pawłowie, do której początkowo uczęszczały dzieci z Kończyc i Pawłowa. W roku 1873 wynajęto „na szkołę” budynek przy ulicy Głównej nr 84 (obecnie ul. Sikorskiego). W 1874 r. uczęszczało do tej szkoły 213 dzieci. Ponieważ pomieszczenia były niewystarczające, przystąpiono wiosną w 1875 r. do budowy szkoły przy ul. Głównej nr 58. W budynku tym były cztery klasy i dwa mieszkania dla nauczycieli. Rozpoczęcie nauki odbyło się 11 października 1875 r. Poświęcenia szkoły dokonał ks. dziekan Hruby. W roku 1876 uczęszczało do tej szkoły 216 dzieci, a w 1883 r. – 253 dzieci z Pawłowa, Kończyc i Bielszowic. Koszty utrzymania szkoły i nauczycieli pokrywały te trzy gminy.
W roku 1904 nastąpił dalszy rozwój szkolnictwa, oddano bowiem do użytku szkołę 8 – klasową przy ulicy Szkolnej nr 3 (obecnie ul. Obr. Westerplatte). W tymże roku ww. szkole naukę pobierało 525 uczniów; w tym były dzieci z Pawłowa – 302; z Kończyc – 116; pozostałe z Bielszowic. W lipcu 1923 r. Pawłów został objęty przez władze polskie. Zaczęto tworzyć polskie szkolnictwo. Nauka rozpoczęła się uroczystą Mszą św. 13 grudnia 1923 roku. Kierownikiem szkoły został p. Józef Kulok. Do szkoły uczęszczało 610 dzieci, w tym również z Bielszowic. W roku 1936 wybudowana została z funduszów gminy szkoła przy ul. Głównej nr 74. Poświęcenia „nowej szkoły” 8 – klasowej Publicznej Szkoły Powszechnej Nr 1 dokonał ks. proboszcz Jerzy Brejza w dniu 24 kwietnia 1936 r. w obecności władz szkolnych, gminy, rodziców i uczniów. Kierownikiem szkoły był p. Mieczysław Więckowski.
W żywy, pięknie rozwijający się organizm polskiej szkoły wtargnął 1 września 1939 r. okupant hitlerowski. Zniszczone zostały piękne plany np. budowy sali gimnastycznej. Gdy minął ponury okres hitlerowskiej okupacji i usunięte zostały szkody wojenne w budynku szkolnym – 5 kwietnia 1945 r. dzieci rozpoczęły naukę. W okresie przedwojennym szkołę ukończyło 143 absolwentów, a powojennym 2342. W związku z reorganizacją administracyjną w roku 1952 i przydzieleniem Pawłowa do Zabrza szkoła nr 2 przy ul. Obr. Westerplatte otrzymała nr 34, a szkoła nr 1 przy ulicy Gen. Sikorskiego nr 33. Obydwie szkoły istniały do czerwca 1960 r. Liczba dzieci szkolnych wynosiła ponad 700. Np. w roku szkolnym 1953/54 do szkoły nr 34 uczęszczało 286 uczniów, a do szkoły nr 33 – 425 uczniów. Na skutek szkód górniczych dużo ludności opuściło dzielnicę Pawłów. Wraz z przeprowadzką dorosłych ubywała też liczba dzieci. Z końcem roku szkolnego 1959/60 Inspektor Oświaty w Zabrzu podjął decyzję o połączeniu szkół nr 33 i 34. W roku połączenia liczba dzieci wynosiła 514. Od roku szkolnego 1960/61 funkcjonuje jedna szkoła w Pawłowie tj. Szkoła Podstawowa nr 34 w Zabrzu przy ulicy Gen. W. Sikorskiego nr 74. Od roku 1997 tworzy wraz z Przedszkolem nr 30, które od końca lat 70. ub. wieku zajmowało sale na parterze budynku szkolnego zespół Szkolno-Przedszkolny nr 6.